# La Candidate (pièce de théâtre)
Pour les articles homonymes, voir La Candidate.
 (septembre 2017).
La Candidate est une pièce de théâtre de Jean Franco et Guillaume Mélanie, mise en scène par Raymond Acquaviva au théâtre de la Michodière de Paris en 2016, avec Amanda Lear en tête d'affiche.
La Candidate est la suite de Panique au ministère. Il s'agit donc, en quelque sorte, du Panique au ministère numéro 2.

## Personnages
- Amanda Lear : Cécile Bouquigny
- Raymond Acquaviva
- Marie Parouty
- Édouard Collin
- Lydie Muller
- Camille Hugues